# ウンベルリート・ボルジェス・テイシェイラ
ウンベルリート・ボルジェス・テイシェイラ（Humberlito Borges Teixeira、1980年10月5日 - ）は、ブラジル・バイーア州サルヴァドール出身の元サッカー選手。元ブラジル代表。ポジションはフォワード。

## 経歴

### クラブ
2006年にパラナ・クルーベからJ2・ベガルタ仙台へと完全移籍で入団。チームの戦術に合わず孤立することも多かったが、2度のハットトリックを達成するなど、個人能力の高さで得点を量産。26ゴールを挙げ、J2リーグ得点王に輝いた。
2007年、本人が故郷ブラジルのクラブ復帰を熱望した為、サンパウロFCへと期限付き移籍。
2008年も引き続き移籍期間を延長し、サンパウロでプレー。シーズン途中に保有権が仙台からサンパウロへと売却され、完全移籍に移行した。2010年、グレミオFBPAに移籍。
2011年6月、サントスFCに移籍。国内リーグでは23得点をマークし、初の得点王に輝いた。
2015年3月20日、クルゼイロを退団して無所属（フリー）の状態にあったボルジェスはAAポンチ・プレッタへの入団を発表した。
2016年3月30日、ミナスジェライス州のアメリカFCへ移籍。

### 代表
2011年9月28日に行われたアルゼンチン代表との対抗戦であるスーペルクラシコ・デ・ラ・アメリカ第2戦に先発出場し、30歳にしてセレソンデビューを果たした。

## 個人成績
| 国内大会個人成績 | 国内大会個人成績 | 国内大会個人成績 | 国内大会個人成績 | 国内大会個人成績 | 国内大会個人成績 | 国内大会個人成績 | 国内大会個人成績 | 国内大会個人成績 | 国内大会個人成績 | 国内大会個人成績 | 国内大会個人成績 |
| 年度             | クラブ           | 背番号           | リーグ           | リーグ戦         | リーグ戦         | リーグ杯         | リーグ杯         | オープン杯       | オープン杯       | 期間通算         | 期間通算         |
| 年度             | クラブ           | 背番号           | リーグ           | 出場             | 得点             | 出場             | 得点             | 出場             | 得点             | 出場             | 得点             |
| ブラジル         | ブラジル         | ブラジル         | ブラジル         | リーグ戦         | リーグ戦         | ブラジル杯       | ブラジル杯       | オープン杯       | オープン杯       | 期間通算         | 期間通算         |
| ---------------- | ---------------- | ---------------- | ---------------- | ---------------- | ---------------- | ---------------- | ---------------- | ---------------- | ---------------- | ---------------- | ---------------- |
| 2001             | アラポンガス     |                  |                  |                  |                  |                  |                  |                  |                  |                  |                  |
| 2002             | ベベドウロ       |                  |                  |                  |                  |                  |                  |                  |                  |                  |                  |
| 2003             | ジャタイエンセ   |                  |                  |                  |                  |                  |                  |                  |                  |                  |                  |
| 2004             | サンカエターノ   |                  | セリエA          | 9                | 0                |                  |                  |                  |                  |                  |                  |
| 2005             | サンジョアン     |                  | セリエC          | 18               | 12               |                  |                  |                  |                  |                  |                  |
| 2005             | パラナ           |                  | セリエA          | 36               | 19               |                  |                  |                  |                  |                  |                  |
| 日本             | 日本             | 日本             | 日本             | リーグ戦         | リーグ戦         | リーグ杯         | リーグ杯         | 天皇杯           | 天皇杯           | 期間通算         | 期間通算         |
| 2006             | 仙台             | 9                | J2               | 41               | 26               | -                | -                | 2                | 1                | 43               | 27               |
| ブラジル         | ブラジル         | ブラジル         | ブラジル         | リーグ戦         | リーグ戦         | ブラジル杯       | ブラジル杯       | オープン杯       | オープン杯       | 期間通算         | 期間通算         |
| 2007             | サンパウロ       | 17               | セリエA          |                  |                  |                  |                  |                  |                  |                  |                  |
| 2008             | サンパウロ       | 17               | セリエA          |                  |                  |                  |                  |                  |                  |                  |                  |
| 2009             | サンパウロ       | 17               | セリエA          | 84               | 27               |                  |                  |                  |                  |                  |                  |
| 2010             | グレミオ         |                  | セリエA          | 13               | 3                |                  |                  |                  |                  |                  |                  |
| 2011             | サントス         | 9                | セリエA          | 34               | 23               |                  |                  | 0                | 0                |                  |                  |
| 通算             | ブラジル         | ブラジル         | セリエA          |                  |                  |                  |                  |                  |                  |                  |                  |
| 通算             | ブラジル         | ブラジル         | セリエC          |                  |                  |                  |                  |                  |                  |                  |                  |
| 通算             | 日本             | 日本             | J2               | 41               | 26               | -                | -                | 2                | 1                | 43               | 27               |
| 総通算           |                  |                  |                  |                  |                  |                  |                  |                  |                  |                  |                  |

## 代表歴

### 試合数
- 国際Aマッチ 1試合（2011年）[5]

| ブラジル代表 | 国際Aマッチ | 国際Aマッチ |
| 年           | 出場        | 得点        |
| ------------ | ----------- | ----------- |
| 2011         | 1           | 0           |
| 通算         | 1           | 0           |

## タイトル
サンパウロFC
- カンピオナート・ブラジレイロ・セリエA：2回（2007、2008）

グレミオFBPA
- カンピオナート・ガウショ：1回（2010）

サントスFC
- カンピオナート・パウリスタ：1回（2012）

クルゼイロEC
- カンピオナート・ブラジレイロ・セリエA：1回（2013）
- カンピオナート・ミネイロ：1回（2014）

アメリカFC
- カンピオナート・ミネイロ：1回（2016）

ブラジル代表
- スーペルクラシコ・デ・ラス・アメリカス：1回（2011）

個人
- J2リーグ得点王：1回（2006）
- ボーラ・ジ・プラッタ：1回（2008）
- カンピオナート・ブラジレイロ・セリエA得点王：1回（2011）